# Amy Tan
Amy Tan (xinès: 譚恩美; pinyin: Tán Ēnměi) (Oakland 19 de febrer de 1952) és una escriptora estatunidenca, autora de diversos bestsellers. Finalista i guanyadora de diversos premis. Ha denunciat violacions dels drets humans en algun dels seus escrits. En la seva obra es troben referències a una altra dimensió.
Nascuda el 10 de febrer a Oakland, Califòrnia. Els seus pares eren immigrants xinesos. Viu entre San Francisco i Nova York. Ha sofert diverses desgràcies personals com la mort tràgica del seu pare i del seu germà i ha tingut problemes greus de salut que van posar en perill la seva memòria però gràcies als tractaments ha pogut recuperar-se.
Algunes de les seves novel·les han passat al cinema i fins i tot del seu llibre d'èxit The Bonesetter's Daughter se n'ha creat una òpera.

## Obra
En anglès
- The Joy Luck Club (portat al cinema per Wayne Wang)[2]
- The Bonesetter's Daughter (2001)
- Harvest Festival Race (Sagwa, the Chinese Siamese Cat) (2003)
- The Opposite of Fate (2003)
- Saving Fish from Drowning (2005)
- Rules for Virgins (2011)
- The Valley of Amazement (2013)

Altres publicacions: la introducció a Best American Short Stories (1999)
Traduïda en català
- La filla del curandero
- La dona del Déu de la cuina
- El club de la bona estrella
- Un lloc sense nom
- La vall de la Meravella. Col·lecció El Balancí. Edicions 62.ISBN: 978-84-297-7006-3